# Sveriges administrativa indelning

Sveriges indelning i län med respektive läns bokstav.

Kommungränserna inom Sverige.

Sveriges administrativa indelning för regionalt beslutsfattande består idag av län,  regioner, kommuner och i förekommande fall även stadsdelar med egen stadsdelsnämnd. Tidigare delades Sverige även in i landskap, socknar, landskommuner, städer och köpingar.

## Län och regioner
Län är en gammal indelning av Sverige som infördes 1634, och har ändrats många gånger sedan dess. Sverige har idag 21 län. Länet styrs av en landshövding som är chef för myndigheten länsstyrelsen. Svenska polisen delar in Sverige i polisdistrikt som sedan den 1 juni 1998 följer länsgränserna.
Varje län har en regionkommun, formellt benämnda regioner. Det finns därmed 21 regioner. På Gotland utförs kommunens och regionens uppgifter av samma organisation, Region Gotland, som formellt är en kommun. Regionen leds av en folkvald församling, regionfullmäktige. Regionkommunerna är ansvariga för sjukvård, regional utveckling, kollektivtrafik och infrastrukturfrågor. Fram till år 2019 benämndes regionerna landsting.

### Från landsting till region

Sex till nio nya regioner, så som de gestaltade sig i ansvarskommitténs sekretariatsrapport.

I samband med länssammanslagningarna på 1990-talet började ansvaret för regional utveckling flyttas från länen till landstingen, och de landsting som övertagit uppgifterna fick benämningen region. 2019 hade landstingen i alla Sveriges då 21 län övergått till den nya organisationsformen. Detta inkluderar Gotlands län, som sedan 1971 (då Gotland blev en enda kommun) inte haft något separat landsting, men där Gotlands kommun numera i dessa sammanhang betecknar sig som Region Gotland.

## Kommuner
Sverige består av 290 kommuner. Dessa har enligt grundlagen rätt att beskatta sina kommunmedborgare. Kommunerna är ansvariga för kommunalservice såsom skola och omsorg. Både kommuner och landsting styrs av en folkvald församling som väljs i allmänna val den andra söndagen i september vart fjärde år, det vill säga samtidigt som val till Sveriges riksdag hålls. De moderna kommunerna infördes den 1 januari 1971, och ersatte köping, landskommun och stad.

### Kommundelar
Vissa större kommuner är indelade i kommundelar som i några fall styrs av politiskt tillsatta nämnder. I Stockholms kommun kallas dessa områden för stadsdelsområden, i Göteborgs kommun kallas de för stadsdelsnämndsområde och i Malmö kommun benämns de stadsområden.

### Befolkningsregistreringsenheter/Distrikt
Från 2016 används Sveriges distrikt som folkbokföringsområden. Dessa ersatte då Svenska kyrkans församlingar som befolkningsregistreringsenheter.

## Domkretsar

### Domsagor
Domsaga kallades från 1971 till 2018 den domkrets (det territorium), inom vilken en viss tingsrätt i regel är första instans. Exempelvis skall brott begångna inom Stockholms domsaga normalt lagföras vid Stockholms tingsrätt. Före 1971 utgjordes domkretsen för lägsta rättsinstans (häradsrätter) av tingslag. Dessa motsvarade i Götaland och Svealand (utom Dalarna) historiskt av härader, och tingslagen var vanligen gemensamma för flera socknar. I förkristen tid motsvarades häradena av hundare i vissa delar av landet, bland annat Uppland.
1 juli 2018 upphörde beteckningen domsaga och ersattes av det generiska begreppet domkrets.

### Hovrätternas domkretsar
Det finns sex hovrätter i Sverige vilka var och en har sin geografiskt bestämda domkrets.

### Länsrätternas domkretsar
Sveriges länsrätter har domkretsar som i de flesta fall motsvarar länen. Undantaget är Västra Götalands län, som har tre länsrätter som motsvarar de tre tidigare länen.

### Kammarrätternas domkretsar
Sveriges fyra kammarrätter har domkretsar motsvarande länsrätternas domkretsar.

### Högsta domstolen och Högsta förvaltningsdomstolen
Sveriges två högsta domstolar, Högsta domstolen som allmän domstol och Högsta förvaltningsdomstolen (före 2011 Regeringsrätten) som allmän förvaltningsdomstol, har domkretsar som omfattar hela landet.

## Historiska indelningar

### Landskap

Sveriges historiska landskap.

På medeltiden var landskapen i vissa hänseenden självstyrande, och de flesta fick på 1300-talet egna landskapslagar eller lagsagor. Landskapsindelningen fastställdes första gången vid tiden för Gustav Vasas död 1560. Man ville pryda Gustav Vasas begravningståg med vapen för de 24 provinser som ingick i riket. 
Landskapen har inte längre någon administrativ eller politisk funktion men används än idag i kulturella och naturgeografiska sammanhang.

### Socknar
Ursprungligen definierades socknarna i Sverige som ett område där alla tillhörde samma kyrka. Sockenbegreppet har under historien dels åsyftat territoriet för en församling i Svenska kyrkan (kyrksocken), dels en motsvarande enhet för fastighetsredovisningen (1500-talets jordebokssocken eller 1900-talets jordregistersocken), dessutom utgjorde de området för borgerliga frågor och beslut
intill kommunreformen 1862 då landskommuner inrättades för de frågorna. Sockenstämman utgjorde beslutsorgan över både kyrkliga och världsliga beslut. Kyrkoråd styrde efter 1863 över de kyrkliga frågorna och kyrkorådet fanns redan tidigare, från 1817 kunde den finns som en av sockenstämman delvis vald mindre grupp. 
Landskommunerna sammanslogs i stor utsträckning vid kommunreformerna 1952 (inrättning av storkommuner) och 1971 (bildande av de moderna kommunerna). De kyrkliga angelägenheterna förvaltades i fortsättningen av församlingar som ofta, fram till Svenska kyrkans frigörande från staten 1999/2000, hade samma utsträckning som de tidigare socknarna.
Fram till fastighetsdatareformen, som genomfördes 1976-1995, användes socknen som fastighetsregisterområde. Därefter används kommunen som jordregisterområde. Den sockenindelning som förelåg vid reformens genomförande "frystes" därmed. På nyare kartor visas jordregistersocknen som socken, med de gränser som gällde vid fastighetsdatareformens genomförande. I andra fall används utbredning enligt Riksantikvarieämbetes ATA-kod som är en fryst utbredning från omkring 1952. Sockenindelning används idag av till exempel dialektforskare, ortnamnsforskare, historiker och arkeologer. Den används som registreringsenhet av bland annat riksantikvarieämbetet, naturhistoriska riksmuseet och nordiska museet. De svenska hembygdsföreningarna har ofta socknen som grund.
2016 inrättades så Sveriges distrikt med samma omfattning som församlingarna hade 1999/2000, vilket utanför de större tätorterna innebär de ofta(st) motsvarar socknarnas utbredning

### Församlingar
Svenska kyrkans församlingar på landsorten (det vill säga kyrksocknarna) såväl som stadsförsamlingar fungerade fram till årsskiftet 2015/2016 som registerenhet för folkbokföringen, allt sedan varje församling började föra husförhörslängd, födelsebok, dödsbok och flyttningslängd sedan 1600- eller 1700-talet, och församlingsbok sedan 1893. Församlingen har kvarstått som registerenhet i folkbokföringen även efter att Skatteverket tog över ansvaret för folkbokföringen från Svenska kyrkan. Församlingarnas indelning vid årsskiftet 1999/2000 motsvarar de distrikt som infördes 2016.

### Rotar
Socknar (landsortsförsamlingar) såväl som stadsförsamlingar har varit uppdelade i rotar (distrikt). På landsorten fungerade roten som militär rekryteringsenhet (soldatrote, båtsmansrote eller ryttarrote) enligt rotemanssystemet, och med tiden även husförhörsdistrikt, enhet för försörjning av fattighjon, skolupptagningsområde och brandstodsdistrikt. På motsvarande vis kunde städernas rotar fungera som stadsdelar vid stadsplanering, brandförsvar, folkbokföring (Stockholms rotemanssystem), med mera.